# Touba Toul
Touba Toul ist eine Gemeinde (commune) im Département Thiès der Region Thiès, gelegen im zentralen Westen Senegals. Sie besteht aus dem namensgebenden Hauptort (chef-lieu) sowie weiteren Dörfern (villages) und Weilern (hameaux).

## Geographische Lage
Touba Toul liegt im Erdnussbecken Senegals, 28 Kilometer östlich der Regional- und Départementspräfektur Thiès und 84 Kilometer östlich von Dakar. Das Gemeindegebiet hat eine Fläche von 198,60 km². Benachbarte Kommunen sind im Uhrzeigersinn Thiénaba im Westen, Chérif Lo und Pire Goureye im Norden, Keur Samba Kane und Réfane im Osten und im Süden Ndiéyène Sirah und Khombole.

## Geschichte
Das Dorf Touba Toul war seit 1972 Hauptort einer Landgemeinde (communauté rurale). Im Jahr 2014 erhielt Touba Toul, wie in Senegal alle communautés rurales, den landesweit einheitlichen Status einer Gemeinde (commune).

## Bevölkerung
Die letzten Volkszählungen ergaben jeweils folgende Einwohnerzahlen:
| Jahr | Einwohner |
| ---- | --------- |
| 2002 | 41.714    |
| 2013 | 44.691    |
| 2023 | 63.837    |

## Verkehr
Der Hauptort Touba Toul liegt sechs Kilometer nördlich der Stadt Khombole an der asphaltierten Regionalstraße R021, die von der Nationalstraße N 3 nach Norden abzweigt und über Keur Samba Kane zum 24 Kilometer entfernten Baba Garage weiterführt und dort die N 9 kreuzt. Ferner hat die R021 am Südrand des Hauptortes Anschluss an die mautpflichtige Autoroute 2, die vom internationalen Flughafen Dakar-Blaise Diagne durch das Gemeindegebiet zur Pilgermetropole Touba führt.